# Тідан (річка)

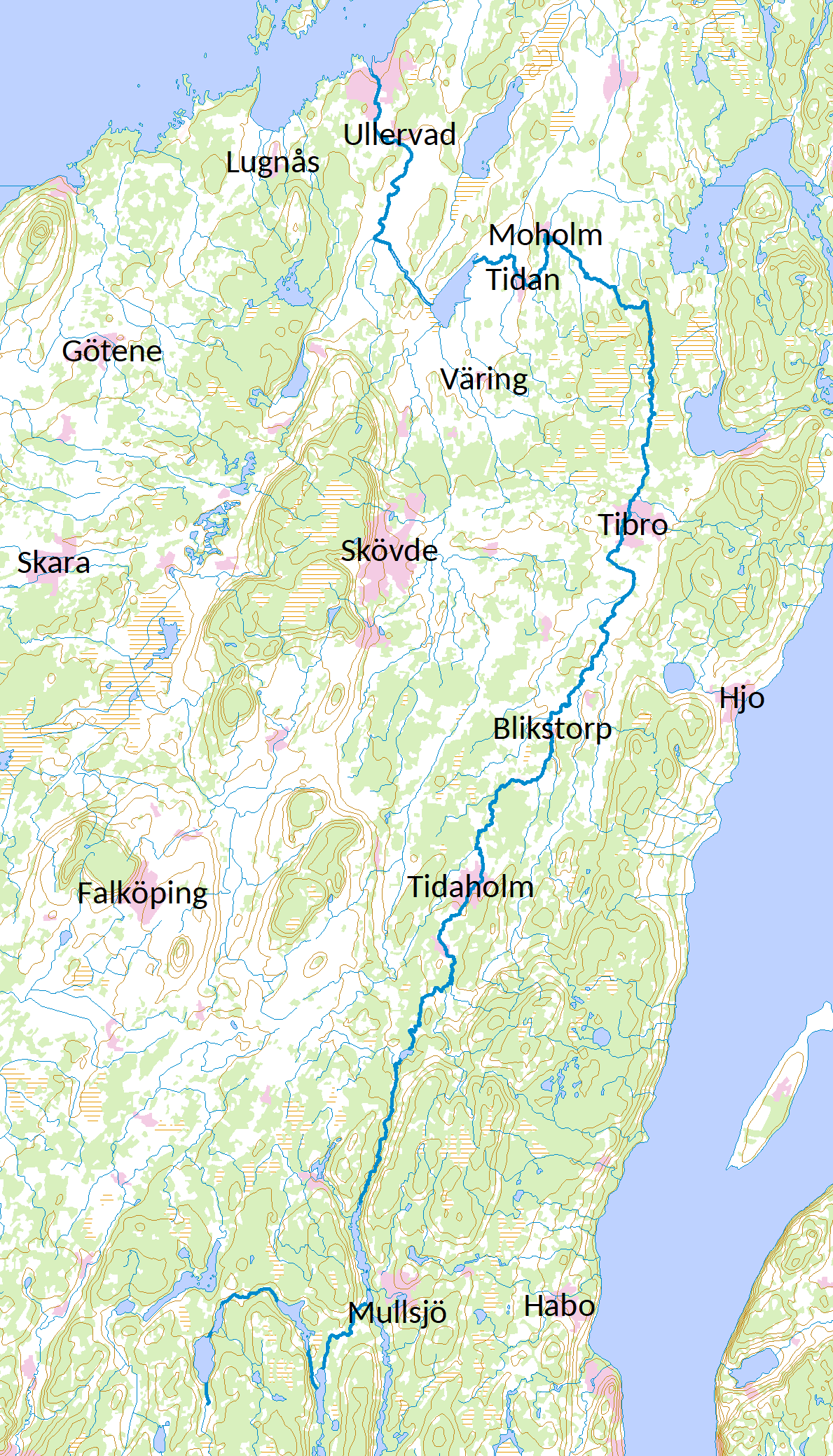
Схема річки Тідан

Тідан (швед. Tidan) — річка у південно-західній частині центральної Швеції, у ленах Єнчепінг та Вестра-Йоталанд (ландскап Вестерйотланд). Впадає у південно-східну частину озера Венерн у місті Марієстад. Річка не судноплавна через велику кількість водоспадів і обмежений водний поток.

## Географія
Довжина річки становить 187 км, площа басейну  — 2 230 км². У гирлі середня витрата води становить 19,7 м³/с, а максимальна витрата води — 95 м³/с. 
Тідан — одна з небагатьох шведських річок, які течуть на північ. Річка бере початок в озері Стренгсередс'єн між Ульрісегамном і Ботнаридом, проходить через вузьке озеро Строкен у Сандгемі і тече далі на північ через Тідагольм, Тібро, Тідан, озеро Остен, Тідавад і Уллервад і закінчується в озері Венерн у Марієстаді.

### Притоки
- Есан, найбільша притока Тідана,
- Крефтон, який живлять озера Врістулен і Лонген,
- Юран, який, крім іншого, тече через Версос,
- Ліллон, крім іншого, тече через Корсбергу,
- Ян, крім іншого, тече через Фреєрд і Дареторп.

## Галерея

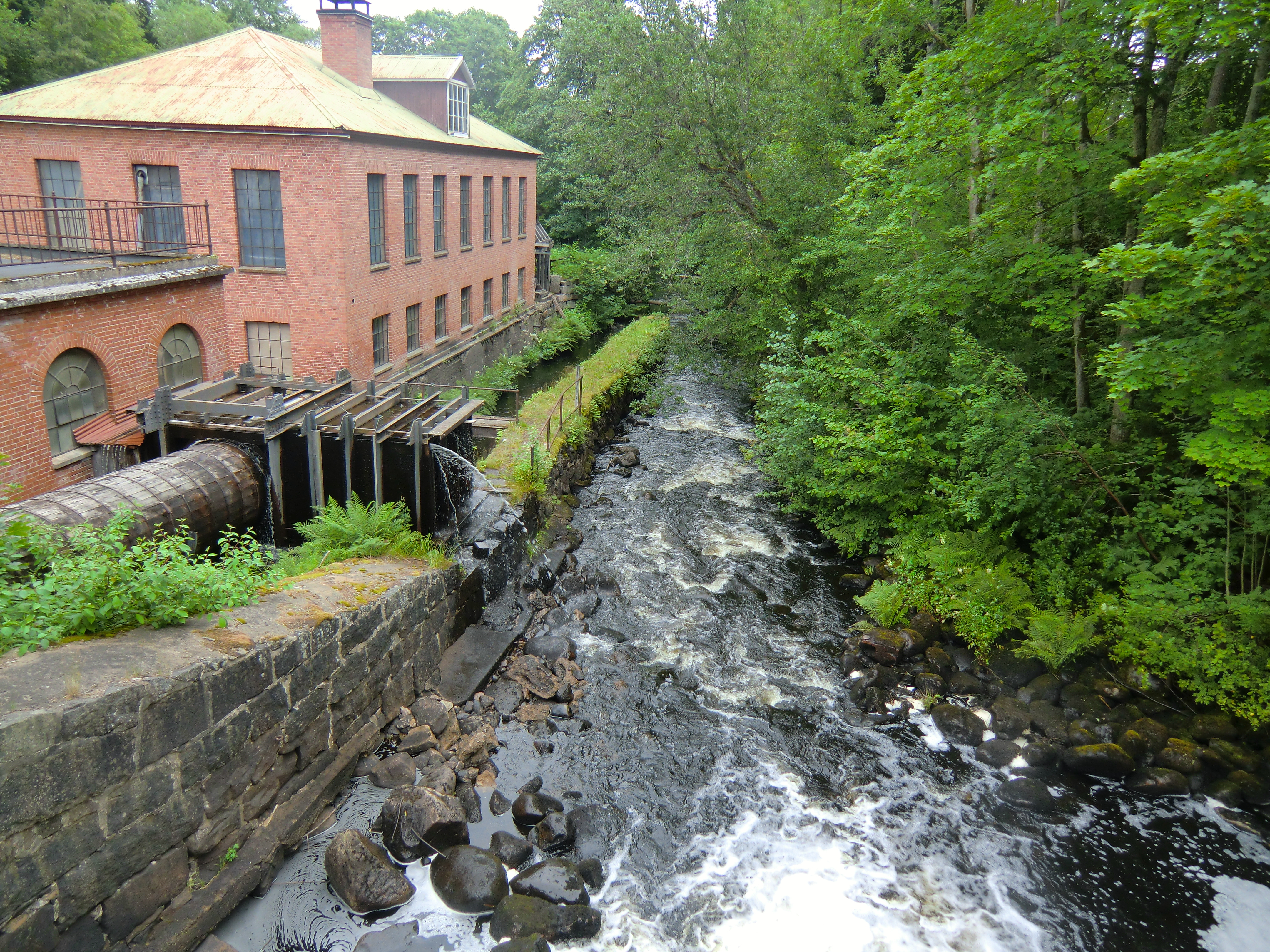
Тідан у Рифорсі, вище за течією озера Строкен, у коммуні Мулльше.
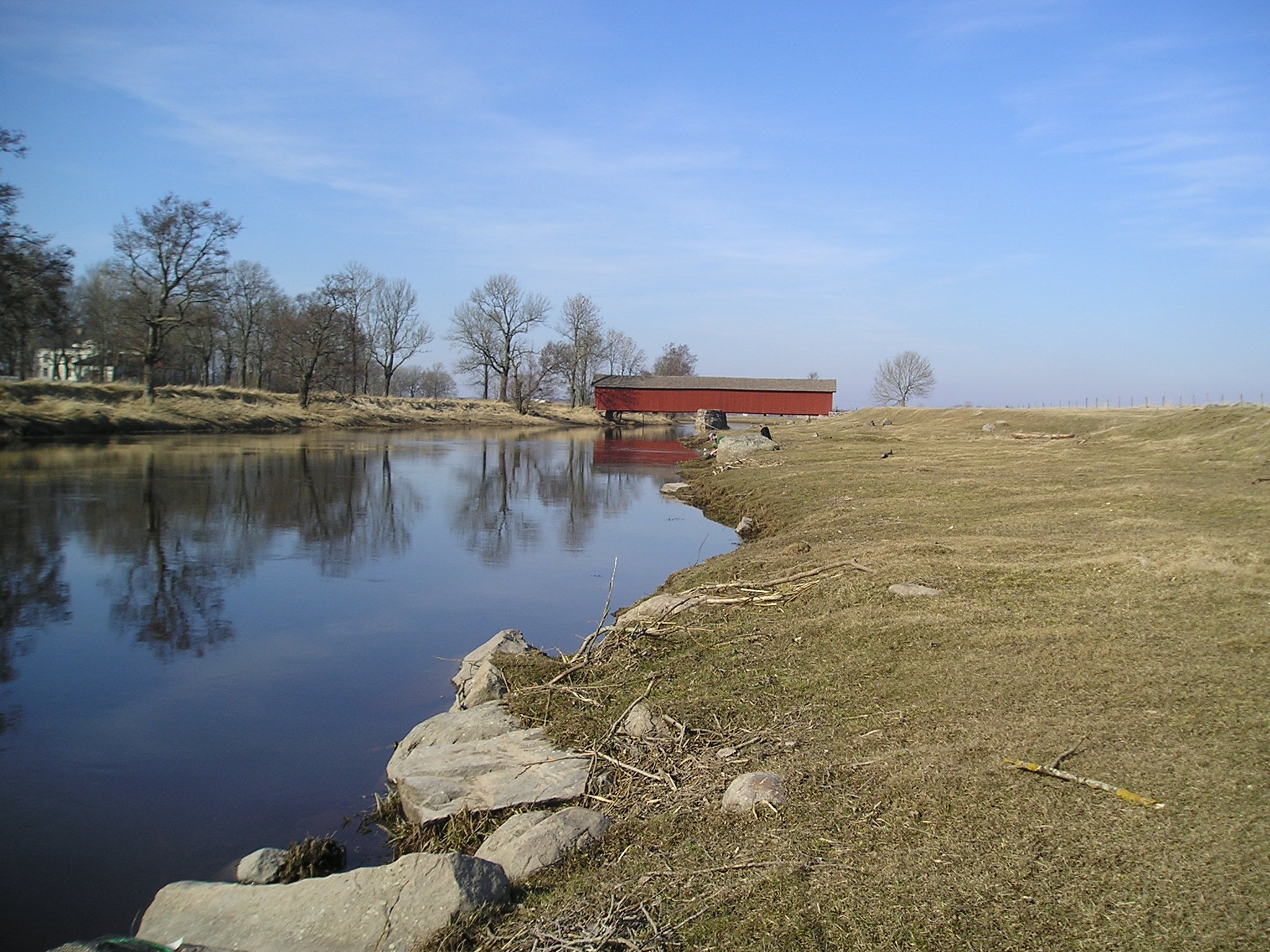
Тідан і будинок-міст Вагольма.
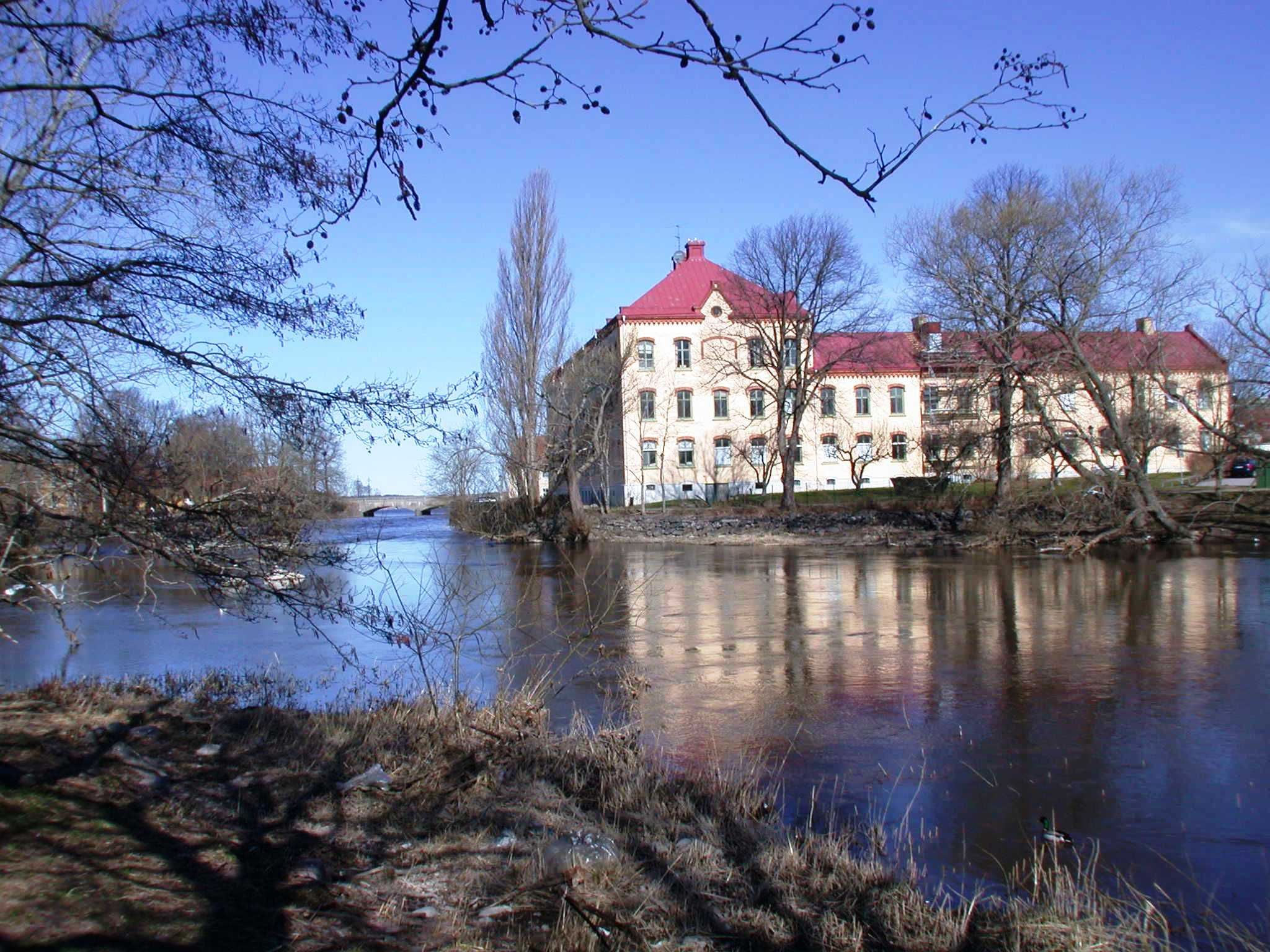
Тідан у Марієстаді.
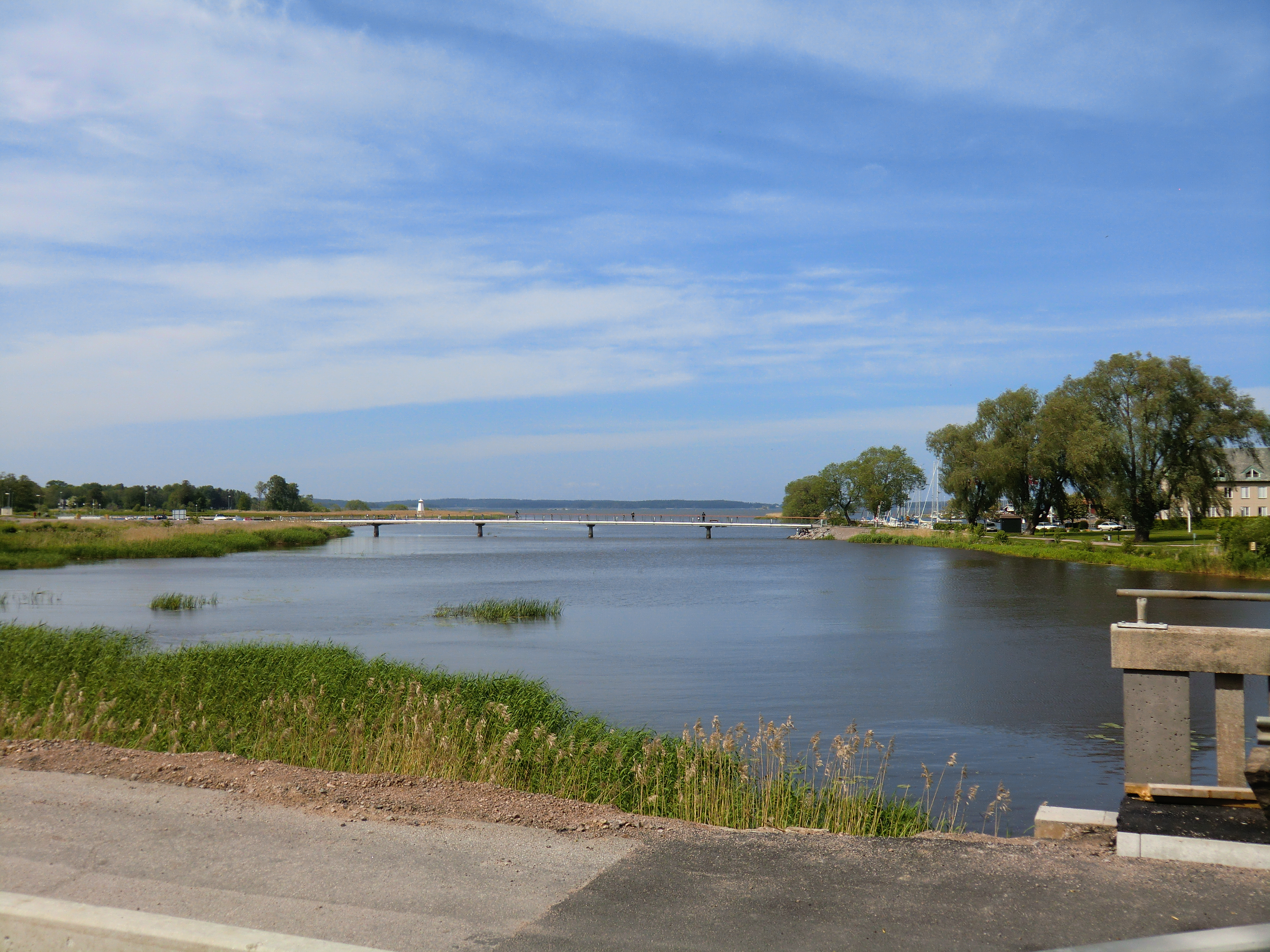
Гирло річки Тідан у Марієстаді.